# Samuel Fröler
Per Samuel Fröler (født 24. marts 1957) er en svensk skuespiller. Han har for eksempel medvirket i tv-serier som Tre kärlekar, Skærgårdsdoktoren og Det som skjules i sneen. Fröler har desuden optrådt i film som Sommeren (1995), Et hjørne af paradis (1997), Headhunter (2009) og Pax (2011).
I 1993 blev Fröler nomineret til en Guldbagge for bedste mandlige skuespiller i Den gode vilje (1992), men tabte den til Rolf Lassgård.

## Udvalgt filmografi
- Tre kärlekar (tv-serie, 1989-1991)
- Den gode vilje (1992)
- Paragon-affæren (tv-serie, 1994)
- Sommeren (1995)
- Pippi Langstrømpe (animationsfilm, 1997)
- Et hjørne af paradis (1997)
- Andrées forfrosne drøm (1997, kun stemme)
- Svar med foto (1999)
- Skærgårdsdoktoren (tv-serie, 1997-2000)
- Livvagterne (2001)
- Ulvesommer (2003)
- Para§raf 9 (tv-serie, 2003)
- Ved kongens bord (tv-serie, 2005)
- Exit (2006)
- Headhunter (2009)
- Till det som är vackert (2009)
- Pax (2011)
- Liv & Ingmar (2012, kun stemme)
- Halvbroderen (tv-serie, 2013)
- The prosecutor, the defender, the father and his son (2015)
- Nobel (tv-serie, 2016)
- Savnet (tv-serie, 2017)
- Modus (tv-serie, 2017)
- Quicksand - størst af alt (tv-serie, 2019)
- Inden vi dør (tv-serie, 2019)
- Det som skjules i sneen (tv-serie, 2021)
- De fredløse (2021)
- Strandhotellet (tv-serie, 2023-2024)